# Amt Sabin
Das Amt Sabin war ein königlich-preußisches Domänenamt, das unter dem Namen Amt Neuhof 1575 gebildet worden war. Es lag im Südosten des damaligen Dramburgischen Kreises der brandenburgischen Neumark, ab 1816 im Kreis Dramberg der preußischen Provinz Pommern. Das Amt Sabin wurde um 1850 aufgelöst.

## Lage
Das zusammenhängende Amtsgebiet lag im Südosten des damaligen Dramburgischen Kreises der brandenburgischen Neumark, ab 1816 im Kreis Dramburg der preußischen Provinz Pommern. Das frühere Amtsgebiet liegt heute im Powiat Drawski (Kreis Dramburg) in der polnischen Woiwodschaft Westpommern. Amtssitz war um 1800 das Amtsvorwerk in Güntershagen (heute Lubieszewo).

## Geschichte
Tonnies von Güntersberg verkaufte um 1575 den Rittersitz in Neuhof, den Großteil des Dorfes Groß Sabin und die wüste Feldmark Preibnitz an den brandenburgischen Markgrafen Johann von (Brandenburg)-Küstrin. Dieser bildete daraus das Amt Neuhof. Mit dem Erwerb des Rittersitzes in Groß Sabin wandelte sich der Name zu Amt Neuhof-Sabin. 1763/4 wurden die meisten Vorwerke des Amtes aufgegeben und die Vorwerksländereien an Kolonisten verteilt. Der Amtmann nahm nun seinen Sitz im Vorwerk Güntershagen und das Amt wurde nun Amt Sabin genannt. Auf Trinitatis 1822 sollte das Amt Sabin bzw. das Vorwerk Güntershagen verpachtet werden. Für 1827 führt Friedrich von Restorff als Bestandteile des Amtes Sabin auf: zehn Dörfer, Anteil an zwei Dörfern, vier Vorwerke, eine Kolonie, eine Schäferei, neun Mühlen und zwei Teeröfen. 1830 sollten die zum Amt Sabin gehörenden Vorwerke Güntershagen und Grünhof mit Amtsbrauerei und -brennerei erneut verpachtet werden. Ab 1839 wird das Amt Sabin als Rentamt bezeichnet, das heißt die Eigenwirtschaft wurde komplett aufgegeben und der Amtmann zog nur noch die jährlich zu zahlenden Zinsen und Renten ein. Das Rentamt Sabin wurde zusammen mit den Rentämter Balster und Draheim von Tempelburg aus verwaltet.
Ab 1840 sollte das Vorwerk Güntershagen und das Nebenvorwerk Grünhof auf 24 Jahre verpachtet werden. Das Vorwerk Güntershagen umfasste damals 1203 Morgen und 70 Quadratruten, das Nebenvorwerk Grünhof 1180 Morgen und 8 Quadratruten. Im Hauptvorwerk Güntershagen befand sich eine Bierbrauerei und eine Brennerei. Mit der Bierbrauerei verbunden war das Krugverlagsrecht. Zu den Einnahmen des Amtes bzw. zu den Diensten, die zum Amt zu leisten waren gehörten die Fischerei auf dem Großen Lübbesee und dem Fernsee, die Spinndienste aus den Dörfern des ehemaligen Domänenamtes Sabin und die von den Einwohnern und Mühlenbesitzern zu leistenden Zinsnaturalien in Höhe von 381 Scheffel Roggen, 46 Scheffel Gerstenmalz, 240 Scheffel zwei Metzen Hafer und ein Scheffel Buchweizengrütze. Die jährliche Pacht betrug 1269 Taler 21 Groschen und fünf Pfennige, davon waren 407½ Taler in Goldtalern zu entrichten. Die Rentämter Balster, Draheim und Sabin wurden bis 1856 in Tempelburg von einem Amtmann verwaltet. 1859 erscheint nun erstmals die Bezeichnung Domänen-Rentamt Virchow neben der Bezeichnung Domänenrentamt Tempelburg. In dieser Zeit wurde der Sitz des Rentamtes nach Virchow verlegt. Die Domänen Güntershagen und Güntershof waren 1868 an einen Schmidt verpachtet.

## Zugehörige Orte und Einzelhöfe
- Deutsch Fuhlbeck (Wielboki). Die Kolonie und das Erbzinsgut wurden 1755 im Amtsgebiet angelegt.
- Eichenberg (Dębniewice). Das Erbpachtvorwerk wurde kurz nach 1746 im Amtsgebiet angelegt.
- Friedrichshof, Vorwerk. Das sechs Hufen umfassende Vorwerk wurde 1764 aufgelöst und unzerteilt einer Bauernfamilie überlassen.[8]
- Groß Linichen (Świerczyno). Das Dorf wurde um 1575 auf dem Gebiet des Amtes Neuhof angelegt. Zu Groß Linichen gehörte der Stüdnitzer Teerofen und die Linichensche Mühle, der Alt Lininchener Teerofen, der Neu Linichener Teerofen, eine Wassermühle, eine Windmühle, die Hundskopf'sche Wassermühle und Windmühle.[2]
- Groß Sabin (Żabin). Johann von Küstrin kaufte einen Anteil am Dorf Groß Sabin von Tönnies von Güntersberg zum Amt Neuhof. Ein adliger Rittersitz von den von Wolden mit etlichen Bauern wurde 1645 zum Amt hinzu erworben, sodass das Amt nun im Vollbesitz des Dorfes war. Das Vorwerk wurde 1764 aufgehoben und acht Kolonisten überlassen.[8]
- Grünhof, Amtsmeierei und Schäferei
- Güntershagen (Lubieszewo), Dorf und Amtssitzvorwerk (1821: 1285 Morgen 89 Quadratruten Äcker, 18 Morgen 121 Quadratruten Gärten, 117 Morgen 20 Quadratruten Wiesen und 177 Morgen 130 Quadratruten Hütung)[1] Zu Güntershagen gehörten das Vorwerk Vier, die Schäferei Grünhof und eine Wassermühle.[2]
- Herzberg (Sośnica). Das alte Vorwerk wurde 1764 abgebaut und an 16 ausländische Kolonisten verteilt.[8]
- Jakobsdorf (Sienica) (Anteil am Dorf). 1645/46 kaufte der Fiskus drei Bauern von denen von Wolden. 1728 erwarb der Fiskus zwei Schulzen, zwei Bauern und fünf Freileute zusammen mit Güntershagen von Kriegsrat Richter. Der adlige Anteil am Dorf umfasste aber noch immer zehn Bauern. Zum Amt Sabin gehörte auch die Wassermühle Springmühle in der Nähe des Dorfes.[2]
- Klein Sabin (Żabinek). 1645/46 kaufte der Fiskus den (kleinen) Anteil der von Wolden. Am 23. Februar 1693 erwarb der Fiskus den größeren Anteil zusammen mit dem Dorf Schönfeld im Tausch gegen andere Güter. 1764 wurde das Vorwerk aufgelöst. Davon wurde ein Freischulzenhof mit fünf Hufen angelegt. Die übrigen Grundstücke sind an drei Bauern, drei Kossäten und zwei Freileute im Dorf verteilt worden.
- Klein Stüdnitz (Stüdnitzer Theerofen) (Studniczka). Die Kolonie am Stüdnitzsee (Jezioro Studnica) bestehend aus drei Bauern, von denen einer Königlich-preußischer Heideläufer (Unterförster) ist. Nach Bratring sei hier niemals ein Teerofen gewesen.
- Latzig (Laski Koszalińskie). Die Kolonie wurde 1575 als Vorwerk, damals noch vom Amt Neuhof eingerichtet. 1752 (1763) wurde das Vorwerk aufgelöst und an Kolonisten verteilt.[8]
- Neuhof (Bedlino). Der ursprüngliche Rittersitz wurde nach dessen Erwerb durch den Landesherrn in ein Vorwerk umgewandelt. 1764 wurde das Vorwerk aufgegeben und das Land an ausländische Kolonisten verteilt.[8] Zum Amt gehörte auch die Windmühle.[2]
- Schönfeld (Żeńsko). Am 23. Februar 1693 erwarb der Fiskus das Dorf Schönfeld zusammen mit dem größeren Anteil von Klein Sabin im Tausch gegen andere Güter.
- Stöwen (Stawno) (die Hälfte des Dorfes). Am 27. Juni 1735 konnte der Fiskus die Hälfte des Dorfes in einer Subhastation (Versteigerung) erwerben. 1764 wurde das Vorwerk abgebaut und polnischen Kolonisten überlassen.[8] Zu Stöwen gehörte auch das Vorwerk Friedrichshof und eine Wassermühle.[2]
- Vier, ursprünglich wüste Feldmark, das Vorwerk wurde 1764 in Erbpacht vergeben
- Virchow (Wierzchowo). Dorf und Wassermühle. Markgraf Johann von Küstrin tauschte den größeren Anteil an Virchow von Jakob von Horn gegen andere Güter ein. 1654 kaufte der Fiskus die restlichen drei Bauern von den Borckes in Falkenhagen. Zu Virchow und dem Amt gehörte auch eine Wassermühle.[2]
- Woltersdorf (Linowo) (größerer Anteil). Dorf und adliges Vorwerk. Um 1730 kaufte der Fiskus das gesamte Dorf zum Amt. Das Vorwerk wurde am 5. Juli 1748 an einen Baron von der Goltz verkauft.
- Zacharin (?Starowice). Ein Teil des Dorfes gehörte zu Pommern, nicht zur Neumark und war in Adelsbesitz.

Das (Rent-)Amt Virchow wurde in der Kreisreform von 1872/74 aufgelöst und die Aufgaben auf die Kreise übertragen. Die Vorwerke in Güntershagen und Grünhof blieben aber Staatsdomänen, die verpachtet wurden. 1875 waren sie an einen Herrn Voigt verpachtet.

## Amtleute und Pächter
(noch nicht vollständig erfasst)
- 1752 Grapow, Oberamtmann[8]
- 1767 Adolph Schäfer, Amtsrat und Generalpächter, wohnt auf dem Amt[10]
- 1770 Adolph Schäfer, Amtsrat und Generalpächter, wohnt auf dem Amt[11]
- 1775 Adolph Schäfer, Amtsrat und Generalpächter, wohnt auf dem Amt[12]
- 1798 Senneke, Amtmann[13]
- 1801 Sennike, Amtmann[14]
- 1803 Sydow, Amtmann[15]
- 1818 Witwe Sydow in Güntershagen[16] (Generalpacht-Vertrag endete mit Trinitatis 1822)[17]
- 1821 vacat Sydow[18]
- 1824 Schmeltzer in Güntershagen[19]
- 1832 Schmeltzer[20]
- 1839 Bartholomäus in Tempelburg (für die Rent-Ämter Balster, Draheim und Sabin)[3]
- 1848 Bartholomäus in Tempelburg (für die Rent-Ämter Balster, Draheim und Sabin)[21]
- 1858 Bartholomäus (Rentamt Tempelburg)[22]
- 1859 Lange (ad int.) (Amt Virchow erscheint hier zum ersten Mal, jedoch nicht 1858)[6]
- 1868 Lange (für Domänen-Rentamt Virchow)[7]